# Ceroxyleae
Die Ceroxyleae sind eine Tribus der Palmengewächse (Arecaceae). 

## Merkmale
Die vier Gattungen der Tribus sind morphologisch sehr ähnlich. Die Stämme sind oft sehr hoch. Die Palmen sind diözisch. Die Blattscheiden bilden keinen Kronenschaft. Sie reißen auf, ihre Ränder sind faserig. Die Blütenstände besitzen mehrere große Hochblätter am Blütenstandsstiel. Diese sind dicht behaart. Die Blüten sind stets eingeschlechtig. Die männlichen und weiblichen Blüten sind kaum unterschiedlich und sind meist gestielt. Die Blüten stehen einzeln in den Achseln von kleinen Tragblättern und sind an der Achse spiralig oder annähernd zweizeilig (subdistich) angeordnet. Die männlichen Blüten besitzen höchstens 20 Staubblätter. Der Fruchtknoten ist dreifächrig mit je einer Samenanlage. Die Frucht besitzt ein glattes Exokarp.

## Systematik und Verbreitung
Die Ceroxyleae werden innerhalb der Familie Arecaceae der Unterfamilie Ceroxyloideae zugeordnet. Die Tribus im Sinne von Dransfield et al. (2008) ist eine natürliche Verwandtschaftsgruppe (Monophylum). Ihre Schwestergruppe sind die Phytelepheae.
Die Vertreter sind auf der Südhalbkugel verbreitet, wobei die einzelnen Gattungen getrennte Areale besiedeln: 
- Ceroxylon in den Anden
- Juania auf den Juan-Fernández-Inseln
- Oraniopsis in Queensland, Australien
- Ravenea auf Madagaskar

## Belege
- John Dransfield, Natalie W. Uhl, Conny B. Asmussen, William J. Baker, Madeline M. Harley, Carl E. Lewis: Genera Palmarum. The Evolution and Classification of Palms. 2. Auflage, Royal Botanic Gardens, Kew 2008, ISBN 978-1-84246-182-2, S. 333, 345f.